# 三星 (大字)
三星，舊稱叭哩沙喃，清末原稱叭哩沙，是台灣宜蘭縣三星鄉的一個傳統地域名稱，也是全鄉行政中心所在地，位於該鄉中西部。相較於今日行政區，其範圍大致包括萬富村南部邊界地帶西段、萬德村南部及西南部凸出部分、月眉村不含東南端、集慶村北部、義德村北部狹長地帶不含最南端、雙賢村北半部、人和村不含最北端、天福村、天山村北部、員山村北部凸出部分東北部。

## 歷史
台灣清治末期，三星地區為一街庄，稱為「叭哩沙庄」，隸屬於浮洲堡。該庄北與紅柴林庄為鄰，東與阿里史庄為鄰，南邊、西邊及西北邊為蕃地。
1901年（日治明治三十四年）11月，廢縣廳改設二十廳，該庄隸屬於宜蘭廳，編入第九區。1905年（明治三十八年）7月，第九區改名「浮洲區」。1909年（明治四十二年）10月，合併二十廳為十二廳，該庄仍隸屬於宜蘭廳。1920年（大正九年），廢十二廳改設五州二廳，該庄改制並改名為「三星」大字，隸屬於臺北州羅東郡三星庄，大字下有「月眉」、「破布烏」、「天送埤」、「九芎湖」小字名。
戰後三星庄改制為三星鄉，隸屬於臺北縣，大字改制為村。1950年10月，北、基、宜分治，三星鄉改隸屬於宜蘭縣。

## 聚落
本地區發展較早的聚落有番婆洲、月眉（叭哩沙）、下破布烏、下紅瓦厝、頂破布烏、頂紅瓦厝、天送埤、九芎湖等，在日治期初期的官方地圖上已有記載。此外，本地區尚有柑仔坑、下湖、九層頭等聚落。

## 交通
省道台7丙線（三星路八段～四段）是大同鄉牛鬥橋至五結鄉利澤簡的幹道，大致以南南西—北北東走向轉西北西—東南東走向再轉南南西—北北東走向再轉西南西—東北東走向再轉橫向蜿蜒經過三星地區。由該道路向南南西轉北北西再轉西可前往大同鄉牛鬥橋並止於省道台7線本線路口，向東可前往冬山西北部、羅東、五結利澤簡並止於省道台2戊線路口。
縣道196號（中山路、上將路五段）是三星至五結鄉下清水的道路，其西側端點位於本三星聚落省道台7丙線路口。由此向北蜿蜒出境後，轉向東沿紅柴林地區南邊而行，再經過本地區東北角一小段後，可前往阿里史與紅柴林邊界地帶、大洲、尾塹、歪子歪、竹林、頂五結、中一結、中二結、四百名、一百甲並止於五結防潮閘門西北側。
鄉道宜44線（月眉街）是三星至萬富的道路，其西側端點位於三星聚落三星國中西側的縣道196號路口。由此向東北東轉東北可前往萬富橋西側，並止於縣道196號另一路口。

## 學校
- 三星國中
- 三星國小
- 憲明國小

## 廟宇
- 三星甘泉寺（觀音寺）